# Triángulo mediano

Triángulo mediano:
Triángulo de referencia:
Triángulo mediano del triángulo mediano:
Áreas:
Semejanza:
Proporciones:

El triángulo mediano de un triángulo (de referencia), es aquel cuyos lados son iguales y paralelos a las medianas de su triángulo de referencia. El área del triángulo mediano es {\displaystyle {\tfrac {3}{4}}} del área de su triángulo de referencia, y el triángulo mediano del triángulo mediano es semejante al triángulo de referencia del primer triángulo mediano con un factor de escala de {\displaystyle {\tfrac {3}{4}}}.